# Zeja (město)
Zeja (rusky Зея) je město v Amurské oblasti v Ruské federaci. Při sčítání lidu v roce 2010 měla bezmála pětadvacet tisíc obyvatel.

## Poloha
Zeja leží na pravém, západním břehu stejnojmenné řeky. Ta zde teče průlomovým údolím, které je na severním konci města přehrazeno přehradou Zejské vodní elektrárny. Od Blagověščensku, správního střediska celé oblasti, je Zeja vzdálena přibližně 500 kilometrů severně.

## Dějiny
Zeja byla založena v roce 1879 pod jménem Zejskij Sklad (Зе́йский Склад). Městem se stala v roce 1906 pod jménem Zeja-Pristaň (Зея-Пристань) a na jméno Zeja byla přejmenována v roce 1913.